# Eigenbrakel
Eigenbrakel (Frans: Braine-l'Alleud; Waals: Brinne-l'-Alou) is een plaats en gemeente in de provincie Waals-Brabant in België. De gemeente telt ruim 40.000 inwoners, waarmee ze als enige Waals-Brabantse gemeente groter is dan provinciehoofdstad Waver. Het bekendste monument is de Leeuw van Waterloo.
"Eigen" in de naam verwijst naar een zonneleen, een vrij leen dat aan niemand iets verschuldigd is. Deze benaming vindt men ook terug in de gemeentenaam Eigenbilzen. In het Latijn is dit allodium, wat men terugvindt in de Franse benaming van deze gemeente, namelijk Braine l'Alleud en in Pays de l'Alleu / Land van Alleuwe (Frans-Vlaanderen).

## Kernen

### Deelgemeenten
| # | Naam                       | Opp. (km²) | Inwoners (2020) | Inwoners per km² | NIS-code |
| - | -------------------------- | ---------- | --------------- | ---------------- | -------- |
| 1 | Eigenbrakel                | 28,29      | 31.457          | 1.112            | 25014A   |
| 2 | Lillois-Witterzée          | 9,83       | 4.409           | 449              | 25014B   |
| 3 | Ophain-Bois-Seigneur-Isaac | 14,04      | 4.303           | 306              | 25014C   |

## Bezienswaardigheden
- Het Mémorial 1815
- De Leeuw van Waterloo
- Het Panorama van de Slag bij Waterloo
- De Sint-Stefanuskerk (Église Saint-Etienne) heeft een toren van 1762-1762, een schip van 1740, een transept en zijkapellen van 1550 en een koor uit de 2e helft van de 19e eeuw.
- De Heilig Hartkerk (Église du Sacre-Coeur de l'Ermite) is een neoromaans bouwwerk van 1891-1892.
- De Sint-Sebastiaankerk (Église Saint-Sebastien) is een modern kerkgebouw van 1969-1970.
- De Chapelle de l'Ermite, gesticht in 1131, in 1331 als kluizenarij bekend, in de 18e eeuw gerestaureerd. Een betreedbare kapel met kenmerkende speklagen van baksteen en natuursteen.
- Het Château Alard in beaux-arts-stijl van 1907-1908, gelegen in een park.
- Het Château de l'Eremite is een kasteel in neorenaissancestijl van 1889. Het park werd in 1987 omgevormd tot golfterrein.
- Het Château de Castegier van 1840, geboortehuis van kardinaal Mercier.
- Het Château Saint-Sébastien van 1906 in eclectische stijl.
- De Moulin de Mont Saint-Pont, een watermolen op de Hain
- De Moulin de l'Estrée, een watermolen op La Légère Eau.
- Het Aqueduc de Mont-Saint-Pont is een aquaduct van 1853 ten behoeve van de drinkwatervoorziening van Brussel.

## Natuur en landschap
Eigenbrakel is enigszins verstedelijkt. Het ligt aan de Hain. De hoogte aan de kerk is 111 meter. Ten westen liggen enkele bossen zoals het Bois du Hautmont.

## Demografische ontwikkeling

### Demografische evolutie voor de fusie
- Bronnen:NIS, Opm:1831 tot en met 1970=volkstellingen, 1976= inwoneraantal op 31 december

### Demografische evolutie van de fusiegemeente
Alle historische gegevens hebben betrekking op de huidige gemeente, inclusief deelgemeenten, zoals ontstaan na de fusie van 1 januari 1977.
- Bronnen:NIS, Opm:1831 tot en met 1981=volkstellingen; 1990 en later= inwonertal op 1 januari

| Inwoners van jaar tot jaar op 1 januari 1992 tot heden | Inwoners van jaar tot jaar op 1 januari 1992 tot heden | Inwoners van jaar tot jaar op 1 januari 1992 tot heden |
| jaar                                                   | Aantal                                                 | Evolutie: 1992=index 100                               |
| ------------------------------------------------------ | ------------------------------------------------------ | ------------------------------------------------------ |
| 1992                                                   | 33.093                                                 | 100,0                                                  |
| 1993                                                   | 33.446                                                 | 101,1                                                  |
| 1994                                                   | 33.802                                                 | 102,1                                                  |
| 1995                                                   | 33.935                                                 | 102,5                                                  |
| 1996                                                   | 34.190                                                 | 103,3                                                  |
| 1997                                                   | 34.386                                                 | 103,9                                                  |
| 1998                                                   | 34.698                                                 | 104,8                                                  |
| 1999                                                   | 34.895                                                 | 105,4                                                  |
| 2000                                                   | 35.259                                                 | 106,5                                                  |
| 2001                                                   | 35.488                                                 | 107,2                                                  |
| 2002                                                   | 35.897                                                 | 108,5                                                  |
| 2003                                                   | 36.194                                                 | 109,4                                                  |
| 2004                                                   | 36.463                                                 | 110,2                                                  |
| 2005                                                   | 36.803                                                 | 111,2                                                  |
| 2006                                                   | 37.197                                                 | 112,4                                                  |
| 2007                                                   | 37.512                                                 | 113,4                                                  |
| 2008                                                   | 37.732                                                 | 114,0                                                  |
| 2009                                                   | 37.948                                                 | 114,7                                                  |
| 2010                                                   | 38.303                                                 | 115,7                                                  |
| 2011                                                   | 38.547                                                 | 116,5                                                  |
| 2012                                                   | 38.882                                                 | 117,5                                                  |
| 2013                                                   | 39.250                                                 | 118,6                                                  |
| 2014                                                   | 39.535                                                 | 119,5                                                  |
| 2015                                                   | 39.756                                                 | 120,1                                                  |
| 2016                                                   | 39.785                                                 | 120,2                                                  |
| 2017                                                   | 39.759                                                 | 120,1                                                  |
| 2018                                                   | 39.837                                                 | 120,4                                                  |
| 2019                                                   | 40.008                                                 | 120,9                                                  |
| 2020                                                   | 40.170                                                 | 121,4                                                  |
| 2021                                                   | 40.093                                                 | 121,2                                                  |
| 2022                                                   | 40.346                                                 | 121,9                                                  |
| 2023                                                   | 40.469                                                 | 122,3                                                  |
| 2024                                                   | 40.461                                                 | 122,3                                                  |
| 2025                                                   | 40.756                                                 | 123,2                                                  |

## Buurgemeenten
De buurgemeenten van Eigenbrakel zijn Halle, Beersel, Sint-Genesius-Rode, Waterloo, Ter Lanen, Genepiën, Nijvel, Itter en Kasteelbrakel.

## Politiek

### Resultaten gemeenteraadsverkiezingen sinds 1976
| Partij               | Partij                                                | 10-10-1976 | 10-10-1976 | 10-10-1982 | 10-10-1982 | 9-10-1988 | 9-10-1988 | 9-10-1994 | 9-10-1994 | 8-10-2000 | 8-10-2000 | 8-10-2006 | 8-10-2006 | 14-10-2012 | 14-10-2012 | 14-10-2018 | 14-10-2018 | 13-10-2024 | 13-10-2024 |
| Stemmen / Zetels     | Stemmen / Zetels                                      | %          | 27         | %          | 31         | %         | 31        | %         | 31        | %         | 31        | %         | 33        | %          | 33         | %          | 33         | %          | 35         |
| -------------------- | ----------------------------------------------------- | ---------- | ---------- | ---------- | ---------- | --------- | --------- | --------- | --------- | --------- | --------- | --------- | --------- | ---------- | ---------- | ---------- | ---------- | ---------- | ---------- |
|                      | PRL-FDFA / FDF1 / DéFI2                               | -          |            | -          |            | -         |           | -         |           | 43,36A    | 14        | -         |           | 6,171      | 1          | 6,332      | 1          | -          |            |
|                      | PRL-IB1 / PRL-FDFA / MR-IC2 / Liste BourgmestreB      | 23,541     | 7          | 23,771     | 8          | 34,751    | 12        | 38,041    | 13        | 43,36A    | 14        | 50,912    | 19        | 54,39B     | 20         | 45,81B     | 18         | 60,61B     | 22         |
|                      | PS1 / Liste BourgmestreB / PluS2 / EnsembleC          | 8,341      | 1          | 22,251     | 8          | 30,511    | 10        | 26,051    | 8         | 25,241    | 8         | 21,191    | 7         | 54,39B     | 20         | 8,132      | 2          | 39,39C     | 13         |
|                      | PSC1 / PSC-HJ2 / CDH3 / Intérêts Brainois4/ EnsembleC | 25,951     | 8          | 21,931     | 8          | 23,241    | 7         | 18,311    | 6         | 11,972    | 3         | 14,553    | 4         | 22,854     | 7          | 18,004     | 6          | 39,39C     | 13         |
|                      | ECOLO1/ EnsembleC                                     | -          |            | 8,581      | 2          | 10,311    | 2         | 14,381    | 4         | 19,431    | 6         | 11,741    | 3         | 16,581     | 5          | 18,371     | 6          | 39,39C     | 13         |
|                      | UDRT                                                  | -          |            | 5,82       | 1          | -         |           | -         |           | -         |           | -         |           | -          |            | -          |            | -          |            |
|                      | RW1 / RW-IC2                                          | 13,641     | 3          | 11,732     | 3          | -         |           | -         |           | -         |           | -         |           | -          |            | -          |            | -          |            |
|                      | RP-RPW                                                | 25,9       | 8          | 5,92       | 1          | -         |           | -         |           | -         |           | -         |           | -          |            | -          |            | -          |            |
| Anderen(*)           | Anderen(*)                                            | 2,63       | 0          | -          |            | 1,18      | 0         | 3,22      | 0         | -         |           | 1,61      | 0         | -          |            | 3,36       | 0          | -          |            |
| Totaal stemmen       | Totaal stemmen                                        | 15690      | 15690      | 19714      | 19714      | 20449     | 20449     | 21963     | 21963     | 23001     | 23001     | 24762     | 24762     | 24716      | 24716      | 25741      | 25741      | 25358      | 25358      |
| Opkomst %            | Opkomst %                                             |            |            |            |            | 92,13     | 92,13     | 91,11     | 91,11     | 90,13     | 90,13     | 91,58     | 91,58     | 86,99      | 86,99      | 89,24      | 89,24      | 85,88      | 85,88      |
| Blanco en ongeldig % | Blanco en ongeldig %                                  | 4,35       | 4,35       | 4,93       | 4,93       | 4,98      | 4,98      | 5,49      | 5,49      | 5,68      | 5,68      | 4,43      | 4,43      | 5,39       | 5,39       | 5,46       | 5,46       | 6,10       | 6,10       |

(*) 1976: IC (2,63%) / 1988: LIBRE (1,18%) / 1994: UNIE (0,85%), IC (2,37%) / 2006: I.D. (1,61%) / 2018: IC (0,87%), Parti Populaire (2,49%)
De gevormde meerderheidscoalitie wordt vet aangegeven. De grootste partij is in kleur.

## Afbeeldingen

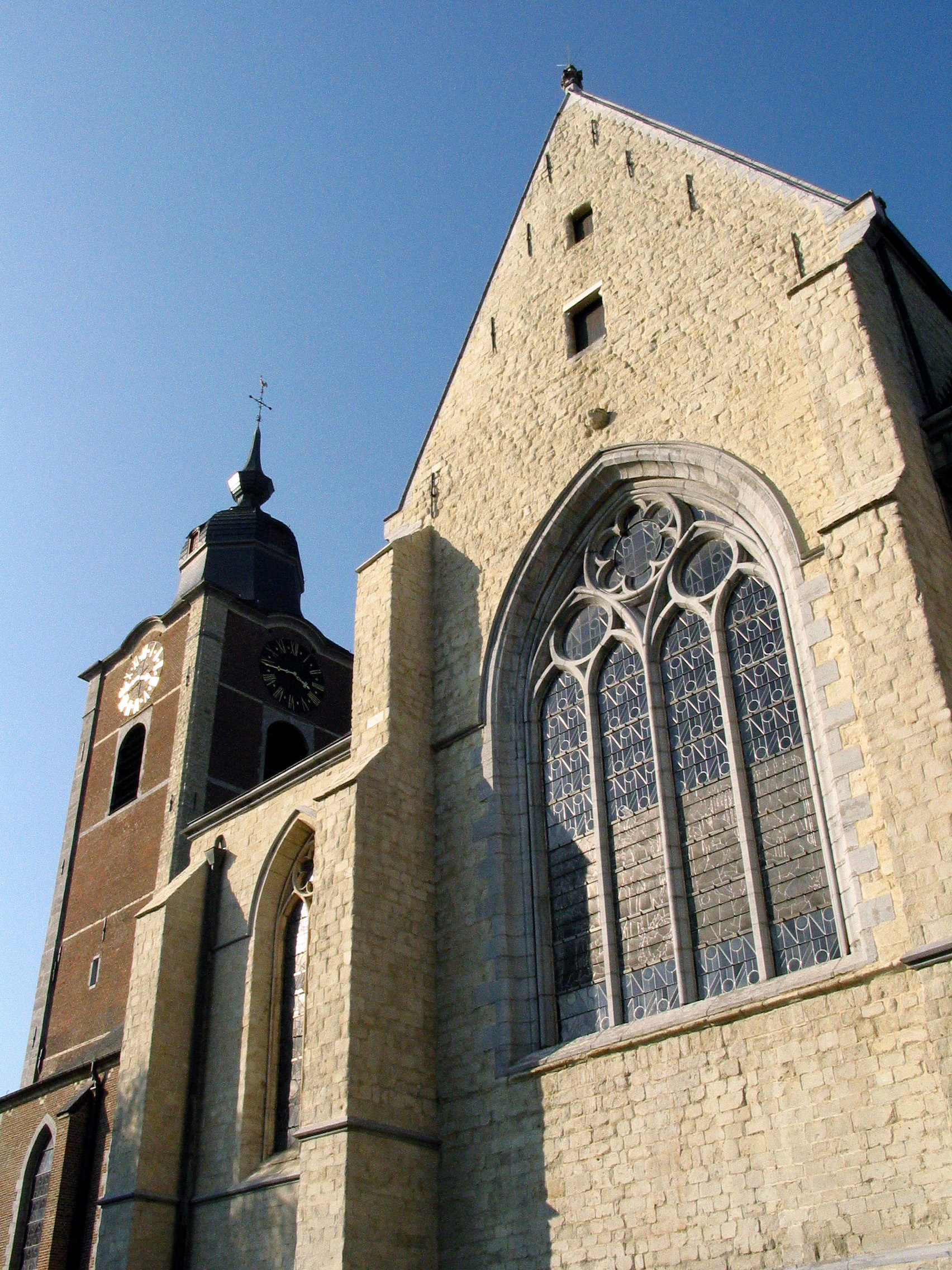
De Sint-Stefanuskerk
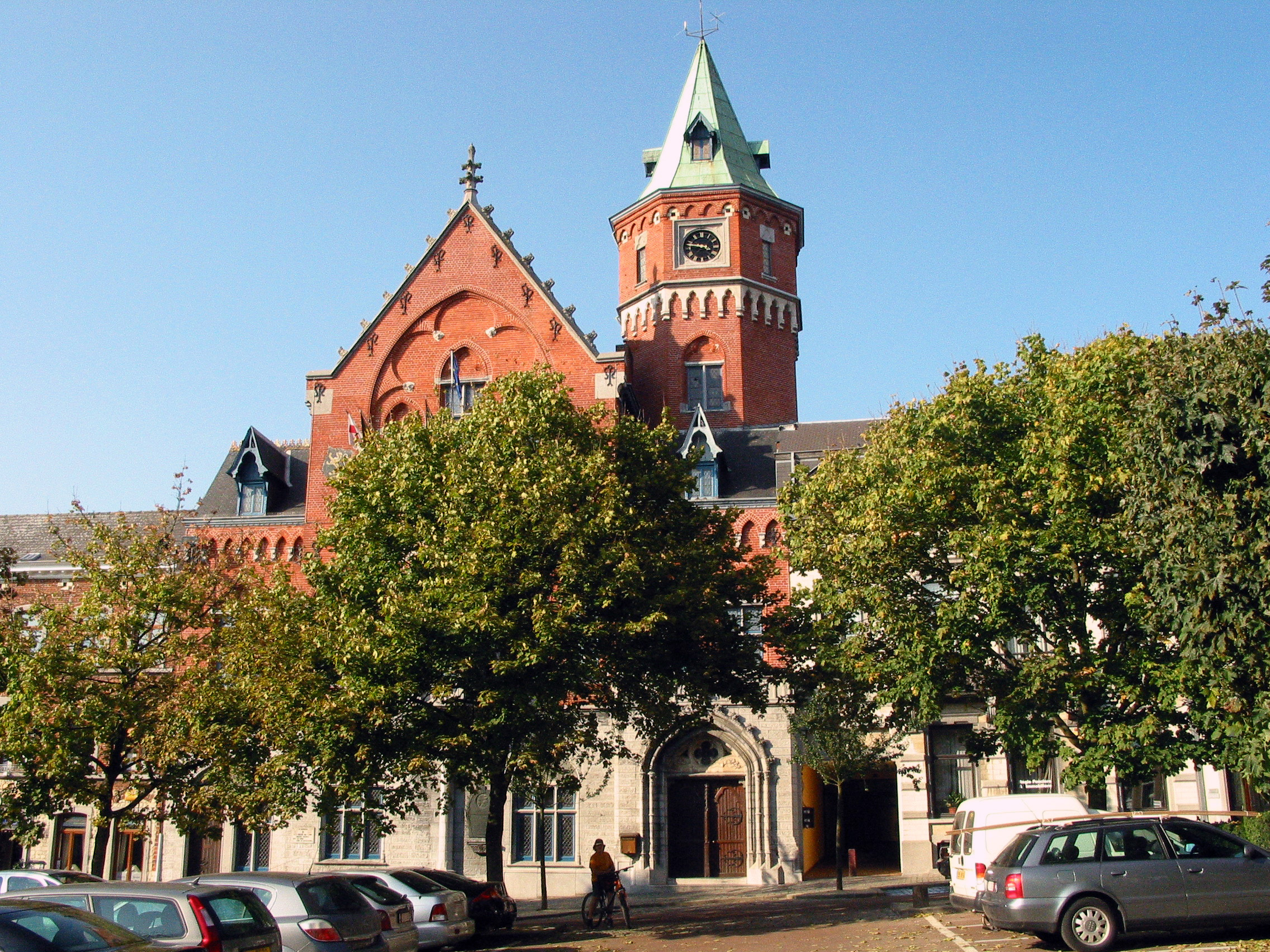
Stadhuis van Eigenbrakel

## Partnersteden
- Ouistreham Riva Bella (Frankrijk)
- Drummondville (Canada)
- Menden (Duitsland)
- Basingstoke and Deane (Verenigd Koninkrijk)
- Šlapanice (Tsjechië)

## Geboren in Eigenbrakel
- Johannes Tinctoris (ca. 1435-ca. 1511), componist en muziektheoreticus
- Étienne Fortamps (1776-1848), politicus
- Désiré-Joseph Mercier (1851-1926), aartsbisschop en kardinaal
- Gaston Reiff (1921-1992), atleet
- Marcel Plasman (1924-2020), politicus
- Michel Schooyans (1930-2022), filosoof
- Isabelle Regout (1973), kunstenares
- Damya Laoui (1985), onderzoeker
- Jeremy Van Horebeek (1989), motorcrosser
- Hugo Vetlesen (2000), voetballer

## Nabijgelegen kernen
Waterloo, Genappe, Ophain, Woutersbrakel, Alsemberg